# Martin Bonvicini
Martin Bonvicini (* 14. Dezember 1987) ist ein deutscher Synchronsprecher und Schauspieler.

## Werdegang
Bonvicini begann 2008 sein Schauspielstudium an der Akademie für darstellende Kunst in Ulm, welches er 2012 abschloss. Von 2012 bis 2015 gehörte er zum Ensemble der Württembergischen Landesbühne Esslingen. 2017 spielte er für das Studiotheater Stuttgart, im darauffolgenden Jahr für das Renitenztheater Stuttgart.
Seit 2016 ist er als Synchronsprecher tätig. Neben der Synchronisation in der Filmbranche ist er auch als Sprecher für Hörbücher tätig.

## Synchronrollen (Auswahl)
- 2019–2021: Takahiro Sakurai als Ayame Souma in Fruits Basket
- 2020: Dominic Cooper als Fielding Scott in Spy City
- 2022: Elliott Tittensor und Luke Tittensor als Erryk Cargyll und Arryk Cargyll in House of the Dragon
- 2023: Aidan Scott als Helmeppo in One Piece
- 2023: Steve Howey als Harry Tasker in True Lies

Jonathan Bailey
- seit 2020:  als Viscount Anthony Bridgerton in Bridgerton
- 2023: als Tim Laughlin in Fellow Travelers
- 2024: als Jack Maddox in Heartstopper
- 2024: als Fiyero in Wicked
- 2025: als Dr. Henry Loomis in Jurassic World: Die Wiedergeburt

## Hörspiele (Auswahl)
- 2017: Rainer Imm: Spitzbergmörder (Simone Francieri) – Regie: Günter Maurer (Hörspielbearbeitung, Mundarthörspiel, Kriminalhörspiel – SWR)